# Distoleon ochroneurus
Distoleon ochroneurus är en insektsart som först beskrevs av Navás 1932.  Distoleon ochroneurus ingår i släktet Distoleon och familjen myrlejonsländor. Inga underarter finns listade i Catalogue of Life.